# Crassula minutissima
Crassula minutissima är en fetbladsväxtart som först beskrevs av Skottsberg, och fick sitt nu gällande namn av M. Bywater och G.E. Wickens. Crassula minutissima ingår i släktet krassulor, och familjen fetbladsväxter. Inga underarter finns listade i Catalogue of Life.